# Grom (ПЗРК)
пол. PPZR Grom — переносний зенітно-ракетний комплекс польського виробництва. Прийнятий на озброєння Збройних сил Польщі.

## Історія
В грудні 2021 року компанія Mesko заявила про виробництво 3000-ї системи Grom. Виготовлені нещодавно системи мають надійти на озброєння Збройних сил Литви.

## Будова
Комплекс складається з ракети в одноразовій пусковій установці, пускового механізму та наземного блоку живлення. Ракета має твердопаливний двигун і інфрачервону голівку самонаведення. Фотодетектор системи супроводу цілі охолоджується рідким азотом. Фільтри, що використовуються в оптичній системі, дозволяють відокремити ціль від природних і штучно створених завад.
Комплекс також може додатково мати прилад розвідки типу IKZ-02 виробництва Radwar, а оператор може використовувати — через комп'ютерний термінал та індивідуальні засоби зв'язку — дані про повітряну обстановку, отримані за допомогою командної автоматики системи зенітних підрозділів РЕГА. Після встановлення тепловізійного прицілу можлива робота за будь-яких погодних умов та вночі.

## Бойове застосування

### Російсько-грузинська війна (2008)
Грузія придбала та отримала влітку 2007 року 30 пускових установок та 100 ракет до ПЗРК «Гром».
За даними грузинської сторони під час війни в серпні 2008 року з ПЗРК «Гром» було випущено 12 ракет по російських літаках та вертольотах, із них 9 ракет влучили у ціль. Імовірно, їм вдалось збити російський Су-25.

### Російсько-українська війна

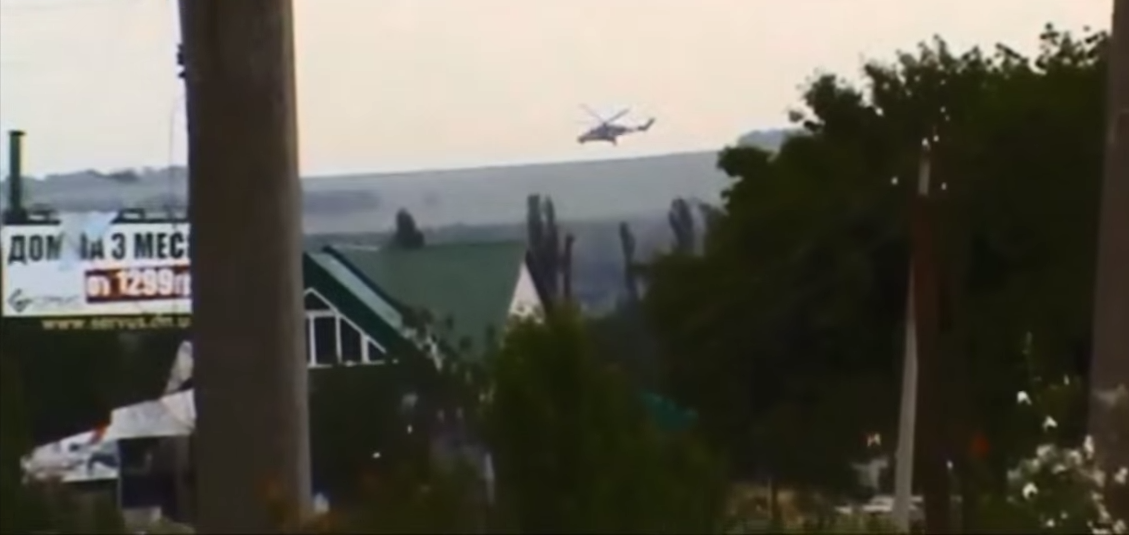
Мі-24 армійської авіації України атакує позиції бойовиків у передмісті Краматорська під час битви за місто, 3 червня 2014.

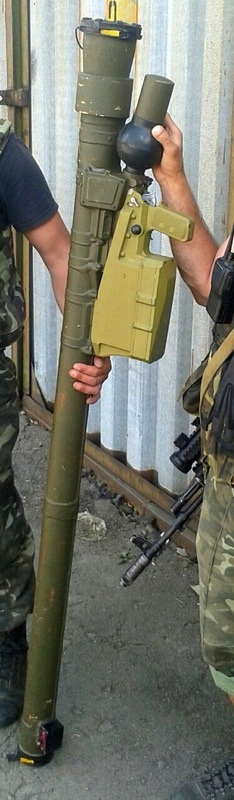
ПЗРК «Гром Е2» з пусковим модулем російського виробництва захоплений українськими військовими 18 травня 2014 року в Краматорську.

На початку листопада 2021 року дослідницький центр Conflict Armament Research (CAR) опублікував звіт про походження стрілецької зброї та боєприпасів, які використовуються у бойових діях на сході України.
Серед іншого, дані CAR свідчать про те, що російські збройні формування в Україні використали зброю, яку раніше захопили ЗС РФ у Грузії під час російсько-грузинської війни в серпні 2008 року. Йдеться про польські зенітні ракети GROM.
Так, 18 травня 2014 року Міністерство оборони України повідомило, що під час проведення антитерористичної операції неподалік аеродрому під Краматорськом було розбито групу російських диверсантів та захоплено «зенітний комплекс, який не перебуває на озброєнні ЗСУ». Однак із доданих фотографій видно, що це переносний зенітно-ракетний комплекс Grom.
За інформацією Міністерства оборони України, також було затримано групу осіб, які називали себе журналістами та громадянами Російської Федерації. Захоплений зенітний комплекс мав бути використаний російськими бойовиками для атак проти українських вертольотів або літаків, що діють з тамтешнього летовища.
Грузія закупила у Польщі 100 пускових установок ПЗРК та ракет цього типу. Велика кількість цих систем використовувався в бойових діях, і як мінімум 26 ракет залишилися в розпорядженні грузинської армії. Однак деякі з них були втрачені на полі бою, були захоплені російськими військами та згодом опинилися у зоні конфлікту в Україні.
Відповіді компетентних органів Польщі, Грузії та України на розшукові запити CAR переконливо показують, що ці ПЗРК не могли потрапити туди з жодного іншого джерела, ніж ЗС РФ.

## Оператори
- Грузія — 30 пускових та понад 100 ракет[7]
- Індонезія — використовуються як частина системи Aster.[8]
- Литва — придбані в 2014.[9][10]
- Польща — близько 400 пускових та 2000 ракет версії Grom, 400 ракет версії Piorun version, 420 пускових та 1300 ракет версії Piorun замовлено.[11]
- Україна  - очікується передача від Польщі в рамках допомоги у посиленні ЗСУ на фоні загрози російської агресії[12]

Інші
- Росія — певна кількість пускових та ракет захоплена під час війни проти Грузії в 2008 році. Певна кількість була використана проти України під час війни в 2014 році.